# La Granjuela
La Granjuela ist eine Gemeinde mit 414 Einwohnern (Stand: 2024) in der Provinz Córdoba in Andalusien. Sie liegt in der Comarca Valle del Guadiato. 

## Geographie
Die Gemeinde grenzt an Los Blázquez, Fuente Obejuna, Hinojosa del Duque, Peñarroya-Pueblonuevo und Valsequillo. 

## Geschichte
Der Ort wurde 1476 von Einwohnern von Fuente Obejuna gegründet, die fliehen mussten, weil die Truppen des Komturs des Calatravaordens, Fernán Gómez de Guzmán, einfielen. 1817 wurde La Granjuela eine von Fuente Obejuna unabhängige Gemeinde.